# Igreja de Santa Maria (Studham)

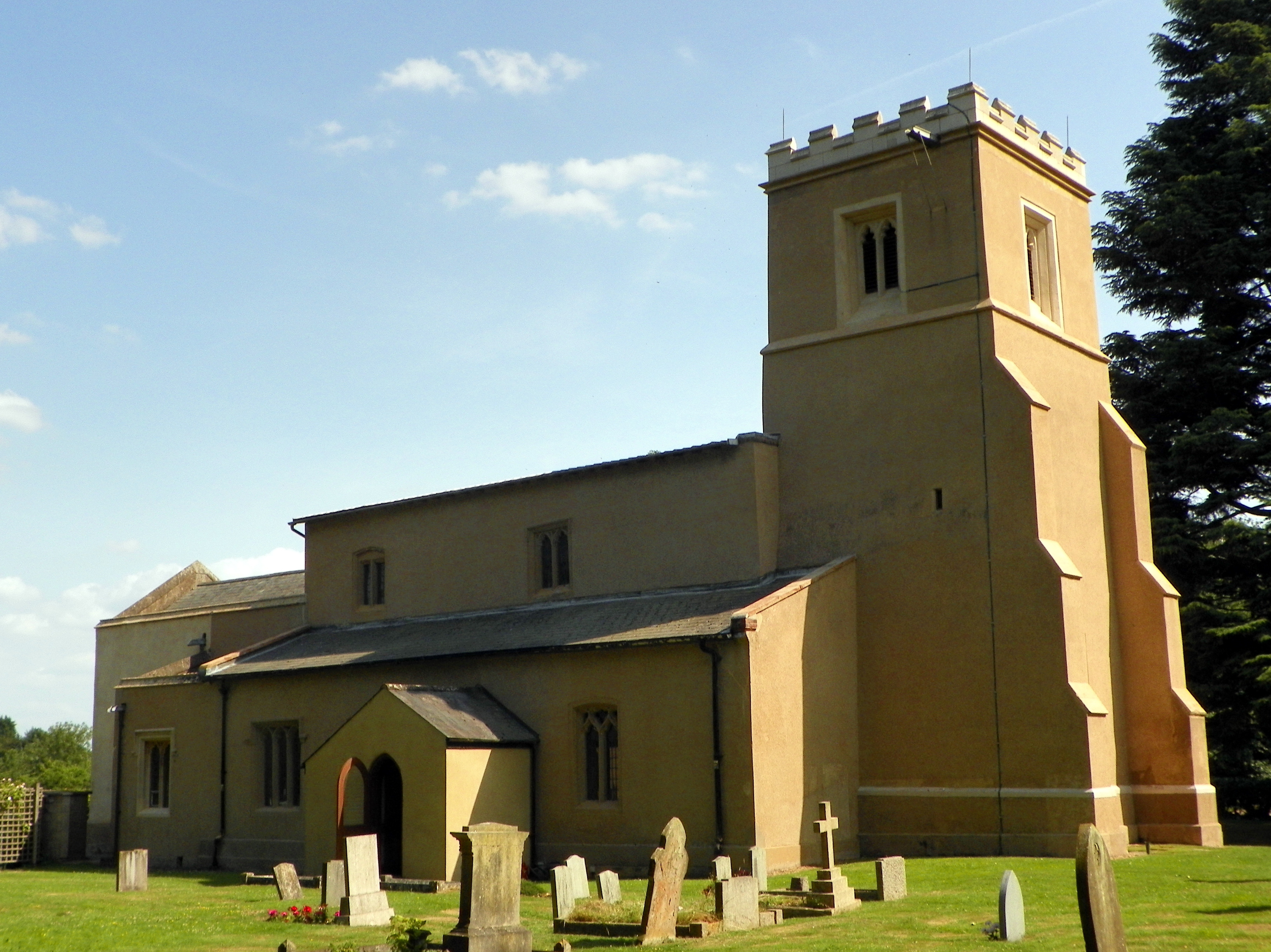
Igreja de Santa Maria, Studham

A Igreja de Santa Maria é uma igreja listada como Grau I em Studham, Bedfordshire, na Inglaterra. Tornou-se um edifício listado no dia 3 de fevereiro de 1967.